# Stanko Todorow

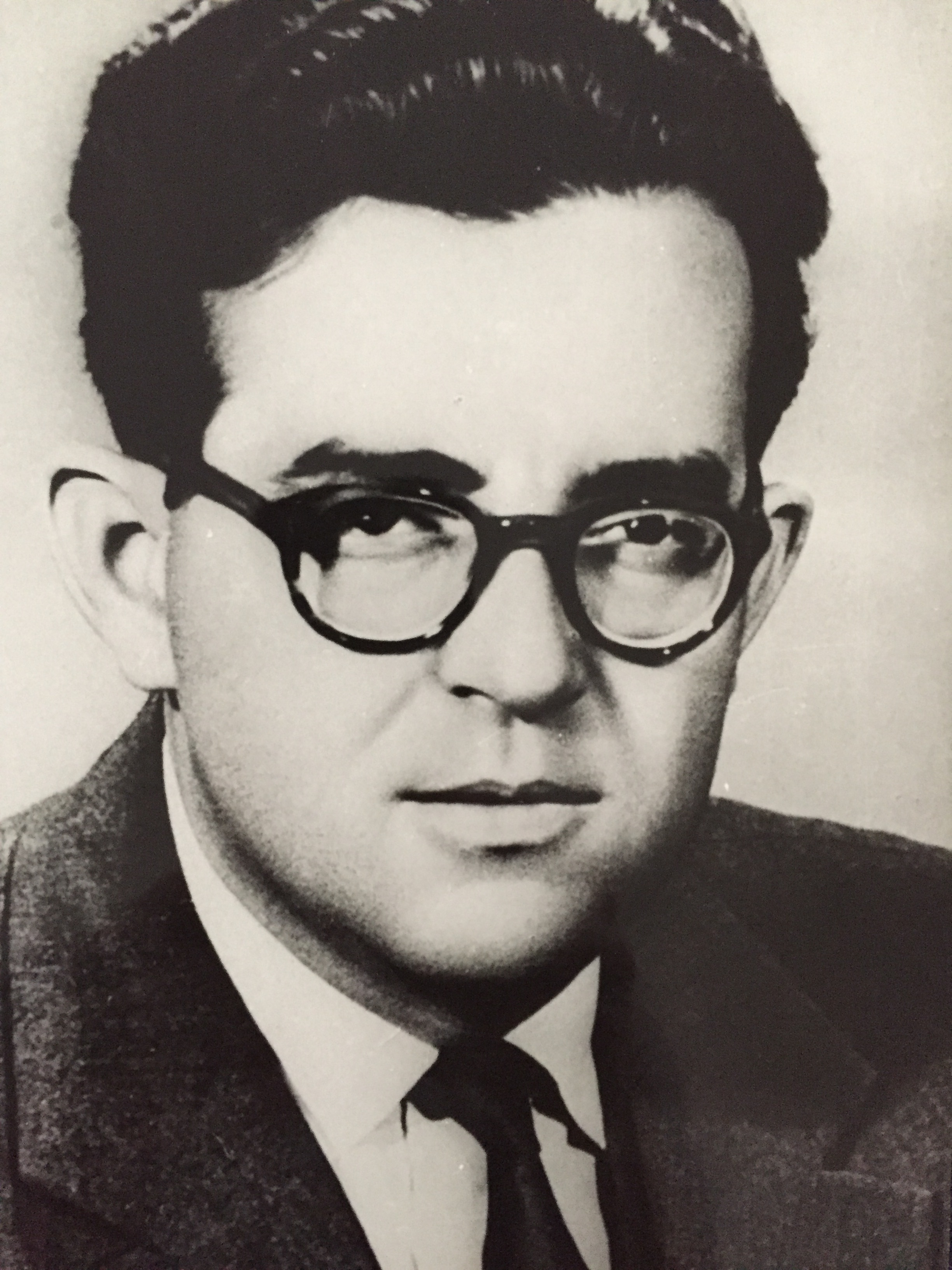
Stanko Todorow

Stanko Georgiew Todorow (Bulgarisch: Станко Георгиев Тодоров; * 10. Dezember 1920 in Klenowik, Oblast Pernik; † 17. Dezember 1996 in Sofia) war ein bulgarischer Politiker, Ministerpräsident, Parlamentspräsident und Staatspräsident.

## Leben

### Funktionär und Widerstandskämpfer im Zweiten Weltkrieg
Nach dem Schulbesuch fand er zunächst keine Arbeit und schloss sich bereits 1936 der zu der Zeit illegalen Kommunistischen Jugendliga an. Von 1940 bis 1941 war er Mitglied der Führung der kommunistischen Gewerkschaft. 1941 wurde er dann Mitglied des Komitees der Jugendliga der Oblast Sofia.
Kurze Zeit darauf wurde er zum Wehrdienst eingezogen, aus dem er jedoch wenig später desertierte. Daraufhin schloss er sich während des Zweiten Weltkrieges der Widerstandsbewegung gegen die pro-deutsche Regierung von Bogdan Filow an. In dieser Zeit war er Abgesandter der Jugendliga im Stab der Gefechtsgruppe der Partisanen im Gebiet von Sofia. 1943 wurde er als Mitglied in die Bulgarische Kommunistische Partei (Balgarska Komunisticeska Partija (BKP)) aufgenommen.
Im Februar 1944 wurde er bei einer Gefechtshandlung verletzt und gefangen genommen. Am 30. März 1944 gelang ihm jedoch bereits die Flucht, nach der er sich sofort wieder der Widerstandsgruppe anschloss. Am 9. September 1944 nahm er am Putsch der Vaterländischen Front teil. Die daraufhin eingesetzte Regierung der Vaterländischen Front von Kimon Georgiew gelang durch Verhandlungen in Moskau das Schließen eines Waffenstillstands.
Noch 1945 wurde er Mitglied des Zentralkomitees der Jugendliga sowie deren Sekretär in Sofia.

### Volksrepublik Bulgarien
Nach der Gründung der Volksrepublik Bulgarien am 15. September 1946 stieg er innerhalb der Nomenklatura der BKP und der Regierung auf.
1950 wurde er Mitglied des Komitees der BKP der Oblast Sofia. 1952 erfolgte seine Ernennung zum Landwirtschaftsminister in der Regierung von Wulko Tscherwenkow. Dieses Amt übte er auch in der nachfolgenden Regierung von Anton Jugow bis 1957 aus.
1954 wurde er zum Abgeordneten der 2. Großen Nationalversammlung gewählt, der er dann bis zur 9. Wahlperiode 1990 angehörte. Im gleichen Jahr wurde er auch zum Mitglied des Zentralkomitees (ZK) der BKP gewählt. 1959 erfolgte seine Wahl zum Kandidaten des Politbüros des ZK sowie seine Ernennung zum Vorsitzenden der Staatlichen Plankommission.
1962 wurde er dann Stellvertretender Vorsitzender des Ministerrates sowie Mitglied des Politbüros des ZK. Damit gehörte er dem engsten Führungsgremium der BKP an.

### Minister-, Parlaments- und Staatspräsident
Am 17. Juli 1971 wurde er als Nachfolger von Todor Schiwkow, der Vorsitzender des Staatsrates wurde, Vorsitzender des Ministerrates. Dieses Amt übte er bis zu seiner Ablösung durch den bisherigen ZK-Sekretär Grischa Filipow am 17. Juni 1981 aus. Präsident Schiwkow wollte durch diesen die notwendigen wirtschaftlichen Reformen voranbringen. Todorow selbst wurde Vorsitzender der Großen Nationalversammlung und damit auf das repräsentative Amt des Parlamentspräsidenten versetzt.
Dieses Amt nutzte er aber später intensiv, um den in der Sowjetunion durch Michail Gorbatschow begonnenen Reformprozess von Perestroika und Glasnost auch in Bulgarien zu erreichen, und gehörte somit zum reformorientierten Flügel innerhalb der BKP. Bei der Entmachtung von Todor Schiwkow am 17. November 1989 spielte er eine entscheidende Rolle.
Nach dem begonnenen Reformprozess trat er am 3. April 1990 als Parlamentspräsident zurück. Am 24. April 1990 trat er in die zur Balgarska Sozialistitscheska Partija (BSP) umbenannte BKP ein, deren Vizepräsident er bis 1994 blieb.
Am 6. Juli 1990 wurde er nach dem Rücktritt von Petar Mladenow kommissarischer Staatspräsident. Nach nur elf Tagen im Amt übergab er das Amt für vierzehn Tage an Nikolaj Todorow. Bei den ersten freien Wahlen wurde er 1990 zum Abgeordneten der Nationalversammlung gewählt, zog sich aber bald darauf aus Gesundheitsgründen aus dem politischen Leben zurück.
1994 wurde er wie viele andere führende Politiker der Schiwkow-Ära wegen Korruption und Veruntreuung öffentlicher Gelder angeklagt, jedoch 1996 vom Obersten Gerichtshof freigesprochen.